# Mariano Tolentino
Pour les articles homonymes, voir Tolentino (homonymie).
Mariano Tolentino, né le 22 juin 1928, à Cavite, aux Philippines et décédé en 1998, est un ancien joueur philippin de basket-ball.